# Bocadillo de calamares
Bocadillo de calameres je sendvič typický pro španělskou (a převážně pak madridskou) kuchyni. Jedná se o kousky sépie obalené v mouce a osmažené (nejčastěji v olivovém oleji) a podávané v sendviči. Může se přidat také rajčatová omáčka nebo česneková majonéza.
Bocadillo de calameres je velmi populární v Madridu, převážně v barech v okolí Plaza Mayor. Je také populární v Zaragoze, kde je podáván s pikantní omáčkou a nazývá se bocadillo de calamares bravos.